# Ferdinand Jacob Jung
Ferdinand Jacob Friedrich Jung (* 6. November 1811 in Steinbrücken (Dietzhölztal); † 21. Dezember 1883 in Dillenburg) war ein deutscher Jurist und Hüttenbesitzer.

## Leben

### Herkunft und Familie
Ferdinand Jacob Jung war der Sohn des Johann Jakob Jung (1779–1847), der mit seinen unternehmerischen Aktivitäten den Grundstein für den später von seinen Söhnen gegründeten Hessen-Nassauischen Hüttenverein gelegt hat.
Seine Mutter war Amalia Catharina Becker (1782–1850) und er wuchs mit seinen Geschwistern Louise Henriette Jakobine (1806–1877), ⚭ Hüttenverwalter Georg August Herwig (1798–1859), Marianne Karoline (1807–1878), ⚭ Pfarrer Friedrich Christian Vogel, Wilhelmine Katherina (1809–1864), ⚭ Pfarrer Hermann Adolf Rohde (1808–1884), Amalie (1812–1860), ⚭ Pfarrer Friedrich Adam Elias Conrad (1805–1841), Jakob Herman (1814–1890), ⚭ Luise Autschbach (1824–1861), Julius Wilhelm Albert Christian (1822–1892), Besitzer der Amalienhütte, ⚭ Emilie Molter (1837–1900), Friedrich (1820–1902), Hüttenbesitzer sowie Gustav August (1824–1904), Hüttenbesitzer, auf.
Am 7. Oktober 1845 heiratete Ferdinand in Steinbrücken die Pfarrerstochter Karoline Stifft (1822–1882).

### Werdegang

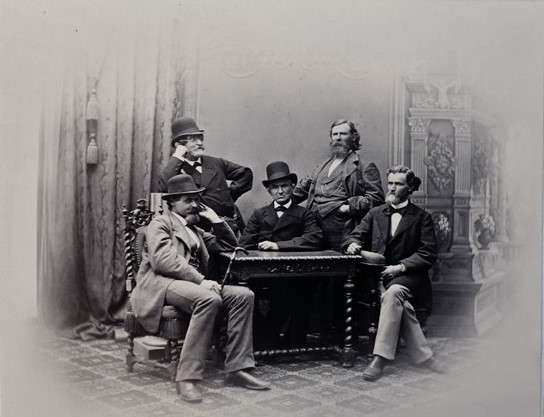
Gebrüder Jung:Ferdinand Jacob (1811–1883), Jakob (1814–1894), Friedrich (1820–1902), Julius (1822–1892) und Gustav August (1824–1904)

Nach dem Besuch der Lateinschule in Dillenburg und dem Abitur am Gymnasium Weilburg absolvierte er ein Studium der Rechtswissenschaften an der Justus-Liebig-Universität Gießen und der Universität Leipzig. In den Jahren von 1835 bis 1845 war er in verschiedenen Orten als Amtsakzessist eingesetzt. 1846 erhielt er in Eltville eine Anstellung als Amtssekretär, wo er bis zu seinem Wechsel nach Montabaur im Jahre 1851 blieb.
Von 1848 bis 1851 war er für den Wahlkreis XIII (Eltville/Rüdesheim) Mitglied der Landstände des Herzogtums Nassau.
1858 wurde er zum Mitglied der Zweiten Kammer des Parlaments gewählt. Jung nahm die Wahl nicht an. Sein Nachfolger wurde der Hüttenbesitzer Carl Giebeler.
1850 wurde er zusammen mit seinen Geschwistern Eigentümer der Eibelshäuser Hütte, die ihr Vater 1811 erworben hatte.